# Expedição Polaris

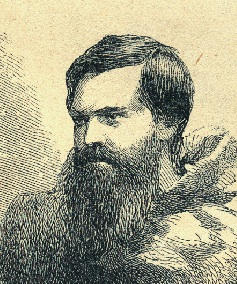
Charles Francis Hall

Percurso da Expedição Polaris.

A Expedição Polaris (1871) foi uma expedição liderada pelo norte-americano Charles Francis Hall, cujo objetivo era ser o primeiro a atingir o Polo Norte. Patrocinado pelo governo dos Estados Unidos, foi uma das primeiras tentativas sérias de chegar ao polo, depois da do oficial da Marinha Britânica William Edward Parry que, em 1827, chegou à latitude de 82°45′N. A expedição não conseguiu atingir o seu objetivo principal devido a insubordinação, incompetência e liderança deficiente.
Sob o comando de Hall, o Polaris partiu de Nova Iorque em Junho de 1871. Em outubro, a tripulação estava na costa norte da Gronelândia, a preparar a viagem para o Polo. Hall regressou ao navio depois de uma primeira viagem exploratória, e ficou doente. Antes de morrer, acusou alguns membros da tripulação de o terem envenenado. Em 1968, o seu corpo foi retirado da sepultura revelando que ele tinha ingerido uma grande quantidade de arsénio nas duas últimas semanas da sua vida.
A principal conquista desta expedição foi o facto de terem chegado à latitude de 82°29'N por barco, um recorde naquele tempo. Quando regressavam para sul, 19 membros da equipa ficaram separados do navio e, durante seis meses e cerca de 2900 km, andaram à deriva numa placa de gelo, até serem salvos. O Polaris, danificado, encalhou e naufragou perto de Etah, Gronelândia, em outubro de 1872. Os restantes homens conseguiram sobreviver ao Inverno, e foram resgatados no Verão seguinte. Uma comissão da marinha investigou a morte de Hall, mas ninguém foi culpado.